# Néo
Néo hay mô đỏ, dây mô, dây chua ngọt (danh pháp: Ixodonerium annamense) là một loài thực vật có hoa trong họ La bố ma. Loài này được Pit. mô tả khoa học đầu tiên năm 1933.